# Juliana Schroeder
Juliana Schroeder es una académica y científica estadounidense de ciencias del comportamiento. Es profesora en la Universidad de California en Berkeley

## Educación
La formación académica de Schroeder incluye una licenciatura en psicología y economía de la Universidad de Virginia, una maestría en administración de empresas de la Escuela de Negocios Booth de la Universidad de Chicago, y una maestría y un doctorado en Psicología y Negocios de la Universidad de Chicago.

## Carrera
Schroeder enseña en la Haas School of Business. Es directora del Laboratorio Experimental de Ciencias Sociales (Xlab) en UC Berkeley, así como miembro de la facultad en el Departamento de Psicología Social, el Departamento de Cognición y el Centro de IA Compatible con Humanos en UC Berkeley. Schroeder es cofundador y director del Instituto de Psicología de la Tecnología, que apoya y promueve la investigación científica sobre las consecuencias psicológicas y los antecedentes de los avances tecnológicos.
Schroeder también ocupa una serie de funciones académicas fuera de Haas. Es miembro electa de la Sociedad para la Personalidad y la Psicología Social, la Sociedad Estadounidense de Psicología, la Sociedad para el Juicio y la Toma de Decisiones, la Academia de Administración, la Asociación Internacional de Manejo de Conflictos, la Asociación para la Investigación del Consumidor. Schroeder también se desempeña como revisor ad hoc de revistas revisadas por pares como Organizational Behavior and Human Decision Processes, Group Processes and Intergroup Relations y Academy of Management.
La investigación de Schroeder examina cómo las personas hacen juicios y decisiones sociales. Estudia los procesos psicológicos que subyacen a cómo las personas piensan sobre las mentes de quienes las rodean y cómo sus juicios influyen en sus decisiones e interacciones.

## Premios y honores
- Premio Early Career, Asociación Internacional de Gestión de Conflictos (2019)[7]
- Premio a la carrera temprana de la Red Internacional de Cognición Social, 2018[8]
- Asociación para la Ciencia Psicológica Rising Star, 2017[9]

## Artículos y publicaciones seleccionados
Conversación y percepción mental
- Schroeder, J., Kardas, M. y Epley, N. (2017). La voz humanizadora: El habla revela, y el texto oculta, una mente más reflexiva en medio del desacuerdo. Ciencia psicológica, 28, 1745–1762.[10]
- Schroeder, J. y Epley, N. (2016). Confundir mentes y máquinas: cómo el habla afecta la deshumanización y el antropomorfismo. Revista de Psicología Experimental: General, 145, 1427–1437.[11]
- Schroeder, J. y Epley, N. (2015). El sonido del intelecto: el habla revela una mente reflexiva, lo que aumenta el atractivo de un candidato para el trabajo. Ciencia psicológica, 26, 877–891.[12]

“Mentes Menores”: Causas y Consecuencias de la Deshumanización
- Schroeder, J. y Epley, N. (2020). Degradante: Deshumanizar a otros minimizando la importancia de sus necesidades psicológicas. Revista de Personalidad y Psicología Social. [13]
- Schroeder, J., Waytz, A. y Epley, N. (2017). Respaldar la ayuda para otros a la que te opones para ti mismo: la percepción mental altera la eficacia percibida del paternalismo. Revista de Psicología Experimental: General, 146, 1106–1125.[14]
- Schroeder, J. y Risen, JL (2016). Hacerse amigo del enemigo: la amistad del exogrupo predice longitudinalmente las actitudes intergrupales en un programa de coexistencia para israelíes y palestinos. Procesos grupales y relaciones intergrupales, 19, 72–93.[15]
- Waytz, A., Schroeder, J. y Epley, N. (2014). El problema de las mentes inferiores. En Bain, P., Vaes, J. y Leyens, JP (Eds. ) Humanidad y deshumanización (págs. 49–67). Nueva York, NY: Psychology Press.[16]

Relaciones instrumentales e interacciones objetivantes
- Schroeder, J., Fishbach, A., Schein, C. y Gray, K. (2017). Intimidad funcional: Necesitar, pero no querer, el toque de un extraño. Revista de Personalidad y Psicología Social, 113, 910–924.[17]
- Schroeder, J., Caruso, E. y Epley, N. (2016). Muchas manos hacen un trabajo que se pasa por alto: la sobredemanda de responsabilidad aumenta con el tamaño del grupo. Revista de Psicología Experimental: Aplicada, 22, 238–246.[18]
- Schroeder, J. y Fishbach, A. (2015). El médico del “vaso vacío”: la instrumentalidad de los médicos los hace parecer personalmente vacíos. Social Psychological and Personality Science, 6, 940–949.[19]